# 舞姬 (小說)
《舞姬》（日语：／ Maihime）是日本小說家森鷗外創作的短篇小說，於1890年（明治23年）在《國民之友》發表。《舞姬》與《泡沫記》及《送信人》合稱為「浪漫三部曲」。

## 劇情
19世紀末，主角德意志帝國官員太田豐太郎於返回日本途中，在西貢港停泊時撰寫回憶錄。
他回想起在德國工作時，於教會街道上遇見一位名叫愛麗絲的女孩，當時她正在哭泣，因而吸引太田豐太郎的注目。太田豐太郎支付愛麗絲父親的喪葬費後，與她開始一段純淨的交往，但是卻遭到同胞誹謗，最終被免職。
為了與愛麗絲一起生活，太田豐太郎在朋友相澤謙吉的幫助下，任職於報社，擔任駐外記者。愛麗絲後來懷有太田豐太郎的孩子。太田豐太郎在朋友相澤謙吉介紹下，與天方大臣一同訪問俄羅斯。相澤謙吉建議太田豐太郎返回日本工作。
然而，愛麗絲擔心太田豐太郎的生活，太田豐太郎回到德國後陷入昏迷，並沒有告知愛麗絲即將返回日本的消息。愛麗絲得知太田豐太郎即將返回日本後，精神失常，被診斷出患有偏執狂妄想症，沒有治癒的希望。太田豐太郎最終回到日本。
太田豐太郎回憶說「相澤謙吉是不可多得的益友，只是內心對他仍有恨意」。

## 主要登場人物
- 太田豐太郎 - 日本精銳官僚，以公費留学生身分前往柏林3年，25歳。以森鷗外自身經驗為藍本。
- 愛麗絲 - 是下層階級人民、15歲成為舞者，加入維多利亞劇團，當時是16、7歳。
- 相澤謙吉 - 豐太郎友人。天方伯爵秘書官。
- 大臣・天方伯爵[1]

## 爭論
1890年，日本小說家石橋忍月以筆名「氣取半之丞」對《舞姬》發表許多評論，認為主角太田豐太郎意志薄弱，與森鷗外有許多相似之處，因而引發爭論。
太田豐太郎與秩父郡大田村（現為埼玉縣秩父市）外科醫生武島務（1863年 - 1890年）的生平相似。太田豐太郎這個名字被認為是結合秩父郡大田村與森鷗外本名森林太郎。
1886年，23歲竹島勉遊學德國柏林大學。森鷗外也於兩年前前往德國，兩個人在柏林建立友誼。後來武島務拒絕回國，1887年5月遭到解僱。武島務喪失軍籍。3年後，武島務於德累斯頓罹患結核病，於27歲時去世。4個月後，返回日本的森鷗外發表《舞姬》。
歷史上對於愛麗絲到底是誰曾有許多說法，愛麗絲·卡洛莉娜·維格特（Elise Marie Caroline Wiegert，1866年9月15日 - 1953年8月4日）是目前最有可能的人物，愛麗絲是安妮·路易思·維格特（1872年12月16日 -1951年）的說法逐漸式微。
1981年5月，根據中川浩澤護調查結果，愛麗絲·維格特小姐確實出現於登船人員名冊上。1888年橫濱出版的英文報紙上，紀錄著登船人員名冊。愛麗絲·維格特小姐的姓名於不萊梅號登船人員名冊上出現。1888年9月12日，不萊梅號在橫濱港停靠，10月17日啟航。查閱全國各地的報紙後，發現愛麗絲·維格特小姐的姓名出現8次。
2011年7月，森鴎外記念會會長山崎一穎大力支持六草說法，認為愛麗絲·瑪莉·卡洛莉娜·維格特就是書中的愛麗絲。高島俊男認為六草指出的愛麗絲·瑪莉·卡洛莉娜·維格特的就是森鷗外的德國戀人，並發現疑似愛麗絲的照片。

## 相關書籍
- 森鴎外. . 必読名作シリーズ. 旺文社. 1990年3月. ISBN 4-01-066032-5.
- 森鴎外. . 集英社文庫. 集英社. 1991年3月. ISBN 4-08-752010-2.
- 森鴎外. . 文春文庫. 文藝春秋. 1998年5月. ISBN 4-16-760101-X.
- 森鴎外. . ちくま文庫. 井上靖訳、山崎一穎監修. 筑摩書房. 2006年3月. ISBN 4-480-42188-2.
- 森鴎外. . 角川ソフィア文庫. 角川学芸出版. 2006年4月. ISBN 4-04-357414-2.
- 森鴎外. . 新潮文庫 76刷改版. 新潮社. 2006年4月. ISBN 4-10-102004-3.